# Jaswan
Jaswan fou un antic principat rajput de l'Índia, ocupant principalment la vall de Jaswan Dun al districte d'Hoshiarpur al Panjab, entre les muntanyes Siwalik Hills i els Himalaies i modernament al districte d'Una a Himachal Pradesh. Aquesta vall al Doab del Ganges s'anomena Dehra Dun i a Nihan s'anomena Khiarda Dun. L'estat estava creuat pel riu Son. Al mig de la vall hi ha la població d'Una. Els jaswal rajputs van agafar el nom de la vall de Jaswan Dun.

## Història
Fou fundat per una branca jove de la casa reial dels rajputs katoch de Kangra el 1170, representada per Purab Chand; fou la primera branca separada si bé és possible que hagués estat donada com a jagir i hauria esdevingut independent més tard amb les invasions musulmanes. Des de Purab Chand, el primer, fins al darrer Ummed Singh, haurien governat 27 rages. La seva història interna és poc coneguda i en general fou vassall del poders musulmans hegemònics.
Sota Akbar el Gran el sobirà de Jaswan va defensar (1572) el fort de Kangra de l'atac mogol, en absència del seu parent raja Jai Chand Katoch de Kangra; el raja de Jaswan va esdevenir vassall de l'imperi i encara que els sobirans es van rebel·lar almenys una vegada, el 1589 en la revolta general de la zona de muntanya dirigida per Bidi Chand Katoch de Kangra (potser hi va haver a més una altra revolta) en general foren fidels als mogols. Al segle XVIII quan els sikhs se'n van apoderar i el 1786 fou posat sota dependència de Raja Sansar Chand de Kangra; el domini sikh, incrementat per la dependència de Kangra, fou dur; al començament del segle XIX els prínceps van donar suport a la invasió de Kangra pels gurkhes nepalesos (governava a Kangra Amar Singh Thapa); Ranjit Singh va expulsar els gurkhes el 1809 i va ocupar Kangra, i l'estat de Jaswan va esdevenir possessió de la cort sikh de Lahore; el 1815 Ranjit Singh va cridar a les forces dels estats feudataris per reunir-se a Sialkot; però els rages de Nurpur i Jaswan no van poder o voler anar-hi i aquestos estats foren annexionats el 1815 i van haver de pagar una multa. Ummed Singh va cedir l'estat i va acceptar un jagir amb renda de 12.000 rúpies, posant fi oficialment a l'estat de Jaswan després de 650 anys.
El 9 de març de 1846 el tractat de Lahore va establir l'annexió del districte d'Hoshiarpur pels britànics; el raja de Jaswan i altres prínceps rajputs esperaven ser restaurats pels britànics però aquestes esperances no es van materialitzar; llavors la seva simpatia va estar al camp dels sikhs als que van donar suport a la segona Guerra Sikh (1848-1849). Raja Ummed Singh va estar entre els caps revoltats contra els britànics a la muntanya d'Hoshiarpur. John Lawrence, el comissionat, va atacar les fortaleses del raja i les va arrasar i el seu jagir fou confiscat; Ummed i el seu fill Jai Singh foren depotats a Almora (a les Províncies del Nord-oest) on els dos van morir més tard. Algun temps després, a petició de Gulab Singh de Jammu i Caixmir, Raja Ran Singh, fill de Jai Singh, va poder tornar del desterrament per assistir al casament del seu fill Raghunath Singh amb una neta del maharaja de Caixmir. El 1877 a petició del maharaja Ranbir Singh de Jammu i Caixmir, els britànics van retornar el jagir a Ran Singh, tal com l'havia posseït raja Ummed Singh (amb 21 pobbles del Jaswan Dun, uns jardins a Amb i un palau a Rajpura). Raja Ran Singh va morir el 1892 i el va succeir el seu fill Raghunath Singh, mort el 1918. El títol no era hereditari i les propietats es va repartir entre sis fills. El fill gran Laxman Singh va assolir la direcció de la família reial fins a la seva mort el 1945, i després el seu fill Chani Singh, residint tots dos a Amb.

## Llista de rages
- 1. Raja PURAB CHAND 1170-?
- 2. Raja PARAB CHAND
- 3. Raja BISWA CHAND
- 4. Raja GOPAL CHAND
- 5. Raja SIRBAHK CHAND
- 6. Raja DHULA CHAND
- 7. Raja SULACHAN CHAND
- 8. Raja AUKI CHAND
- 9. Raja UDHAM CHAND
- 10. Raja NIRPAT CHAND
- 11. Raja UDHARN CHAND
- 12. Raja BHIKH CHAND
- 13. Raja SIRKAR CHAND
- 14. Raja MUBARAK CHAND
- 15. Raja GOVIND CHAND
- 16. Raja BIKRAM CHAND
- 17. Raja ANIRUDH CHAND
- 18. Raja SAMIR CHAND
- 19. Raja MAN SINGH
- 20. Raja AJAB SINGH
- 21. Raja RAM SINGH
- 22. Raja AJIT SINGH
- 23. Raja JAGHAR SINGH
- 24. Raja ABHIRAI SINGH
- 25. Raja JAGRUP SINGH
- 26. Raja PRIT SINGH ?-1800
- 27. Raja UMMED SINGH 1800-1849
- 28. Raja JAI SINGH (revoltat amb el seu pare el 1848) (+1863)
- 29. Raja RAN SINGH 1863-1892, jagirdar de Ramkot a Jammu vers 1870, jagirdar de Jaswan 1877
- 30. Raja RAGHUNATH SINGH 1892-1918, jagirdar amb títol personal de raja, no hreditari.
- 31. Raja LAKSHMAN SINGH 1918-1945 (+ 4 de juny de 1945)
- 32. Raja CHAIN SINGH 1948-